# Hedychium raoi
Hedychium raoi är en enhjärtbladig växtart som beskrevs av Gaur Das Pal och G.S.Giri. Hedychium raoi ingår i släktet Hedychium och familjen Zingiberaceae. Inga underarter finns listade i Catalogue of Life.